# Krempna
Pour la commune, voir Krempna (gmina).
Krempna est une localité polonaise, siège de la gmina de Krempna, située dans le powiat de Jasło en voïvodie des Basses-Carpates.